# Harley Race
Harley Leland Race (Quitman, 11 de abril de 1943 - Troy, 1 de agosto de 2019) foi um lutador de wrestling profissional e promotor. Durante a sua carreira como lutador, conquistou muitos títulos na National Wrestling Alliance, American Wrestling Association, World Wrestling Federation e World Championship Wrestling.

## Harley Race's Wrestling Academy
Após sérias lesões, Race se retirou por definitivo do wrestling em 1991. Em 1999, ele começou a World League Wrestling, uma promoção independente de wrestling, localizada em Eldon, Missouri e outras cidades, incluindo Kansas City.
Um ano depois, ele iniciou a Harley Race's Wrestling Academy, um centro de treinamento de lutadores, para adquirirem experiência e qualidade. Lendas como Mick Foley, Terry Funk e Bret Hart, apareceram em ocasiões especiais.
Após, Harley Race's Academy Wrestling e World League Wrestling viram uma escola só de wrestling profissional.
Race participou em eventos especiais no wrestling, como o WWE Hall of Fame de 2007, a WrestleMania XXIV, LockDown 2007 e outros.

## Curiosidades sobre títulos
- Entre títulos e prêmios, Harley Race figura com 83.
- Entre os que merecem mais estão o King of the Ring de 1986, o NWA World Heavyweight Championship e o NWA Central States Heavyweight Championship.
- Foi o primeiro a conquistar o título NWA United States Heavyweight Championship (Mid-Atlantic version)
- São esses os seguintes prêmios recebidos por Hace pela Pro Wrestling Illustrated:
  - PWI Luta do Ano (1973)
  - PWI Luta do Ano (1979)
  - PWI Lutador do Ano (1979)
  - PWI Luta do Ano (1983)
  - PWI Lutador do Ano (1983)
  - Stanley Weston Award (2006)

- Race está introduzido nas calçadas da fama das seguintes companhias de wrestling profissional:
  - National Wrestling Alliance - classe de 2005
  - Stampede Wrestling
  - World Championship Wrestling - classe de 1994
  - WWE - classe de 2004
  - St. Louis Wrestling - classe de 2007